# Organa-katun
Organa-katun (w źródłach także w formach: Orgina, Orkina i Ergene) (ur. ? – zm. 1266) – żona Kara Hülëgü i regentka ułusu Czagataja w latach 1252–1260.

## Życiorys
Była córką Törelcziego, syna władcy Ojratów Kutuka Beki i Czeczejigen, córki Czyngis-chana (1206–1227). Została wydana za wnuka Czagataja (zm. 1244/1245) Kara Hülëgü. Jedna z jej sióstr miała być żoną Aryka Böge, a dwie inne miały być małżonkami Hulagu-chana (1256–1265). Jej ciotka, Oguł Kajmysz (córka Kutuka Beki), wyszła za mąż za Möngkego (1251–1259) i tym samym Organa stała się siostrzenicą Wielkiego Chana. Podsumowując, Organa była nie tylko wnuczką Czyngis-chana i ojracką księżniczką, ale także była związana więzami małżeństwa, pokrewieństwa lub powinowactwa zarówno z Czagataidami, jak i Tołujidami, co odegrało kluczową rolę w jej karierze.
Według Raszida ad-Dina Organa miała się cieszyć wielkim szacunkiem Czagataja. Źródła nie wspominają bezpośrednio o losach Organy tuż po jego śmierci. Jest jednak oczywiste, że musiała dzielić los swojego męża, który został następnym chanem Czagataidów tylko po to, by już rok później mocą decyzji Wielkiego Chana Güjüka (1246–1248) zostać zastąpionym przez swojego wuja Jisü Möngke (1246–1251). Kiedy do władzy doszli Tołujidzi, na których czele stał Möngke, losy Kara Hülëgü i jego małżonki uległy odwróceniu. Popierający Möngke Kara Hülëgü miał otrzymać od niego jarłyk skazujący na śmierć Jisü Möngke i ustanawiający go chanem w jego miejsce. Schorowany Kara Hülëgü nie zdążył jednak wykonać wyroku przed swoją śmiercią i to Organa miała osobiście dopilnować, by dokonano egzekucji na Jisü Möngke. Möngke zatwierdził Organę jako regentkę sprawującą władzę w ułusie czagatajskim w imieniu małoletniego syna z jej małżeństwa z Kara Hülëgü, Mubarak Szaha (1266). Organa miała rządzić ułusem ze swojego obozu w okolicach Ałmałyku i współdziałając z dawnym doradcą Czagataja Kutb ad-Din Habaszem oraz namiestnikiem Wielkiego Chana Masud Begiem prowadziła politykę przyjazną w stosunku do muzułmańskiej ludności osiadłej. Ponieważ jej syn Mubarak Szah był muzułmaninem, możliwe że także Organa wyznawała tą religię. Jednak nie znajduje to bezpośredniego potwierdzenia w źródłach.
Organa próbowała zachować neutralność w konflikcie pomiędzy Arykiem Böge a Kubiłajem (1260–1294). Kiedy jej domena została zaatakowana przez działającego z ramienia Aryka Böge Ałgu (1261–1266), udała się do obozu jego mocodawcy i skarżąc się, podkreślała swoje prawo do władzy nad ułusem Czagataja. Gdy Ałgu przeszedł na stronę Kubiłaja w 1262 roku Aryk Böge zaatakował go i pokonał. Nie był jednak w stanie odnieść ostatecznego zwycięstwa. W sytuacji słabnącej pozycji Aryka Böge Organa zdecydowała się porozumieć z Ałgu i wyszła za niego za mąż. Nadal zmierzała do zapewnienia przyszłych rządów Mubarak Szahowi. Kiedy Ałgu zmarł na przełomie 1265/1266 roku, Organa doprowadziła do obwołania Mubaraka Szaha chanem. Jednak Kubiłaj nie uznał tego aktu, preferując własnego kandydata, Baraka (1266–1271). Organa zmarła jeszcze w tym samym 1266 roku.